# Szent beszélgetés

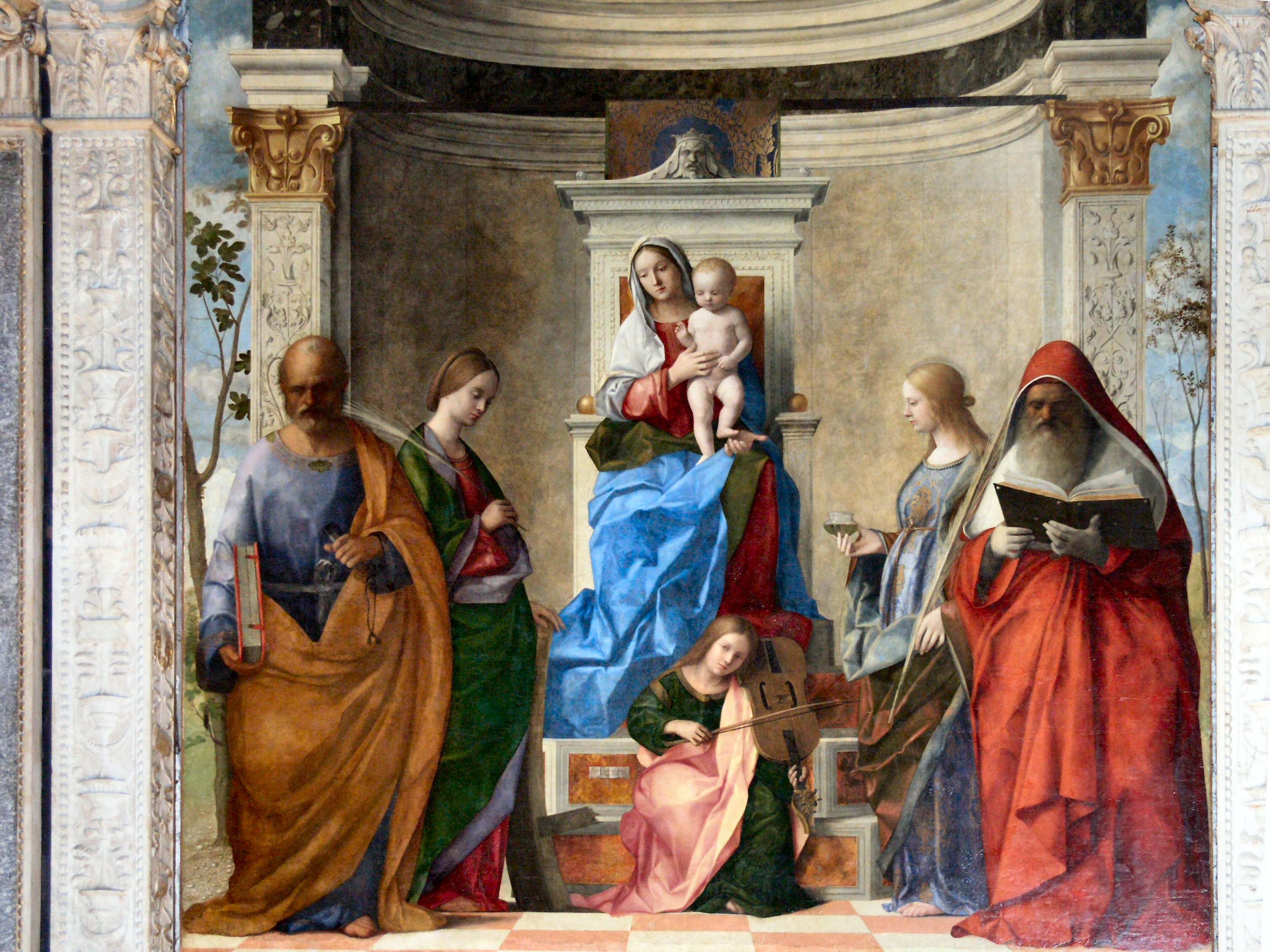
Példa egy szent beszélgetésre, Giovanni Bellini: Sacra Conversatione

A szent beszélgetés (olaszul: Sacra conversazione vagy Santa conversazione) a művészettörténeti ikonográfia egy fogalma. Olyan Mária-ábrázolás értendő alatta, amelyen a Szűz nyugodt és méltóságteljes tartásban Jézussal a karján két vagy több szent társaságában látható. A szenteket vagy a triptichon két szélső szárnyára vagy pedig közvetlenül a Madonna mellé festették.